# Kazuya Mishima
Kazuya Mishima (三島 一八, Mishima Kazuya) é um personagem da franquia Tekken, apresentado pela primeira vez como protagonista no jogo original de 1994 e, mais tarde, se tornou um dos principais antagonistas e anti-herói da série. Filho do CEO da empresa militar Mishima Zaibatsu, Heihachi Mishima, Kazuya busca vingança contra seu pai por jogá-lo em um penhasco anos antes. Ele se corrompe em jogos posteriores, buscando obter mais poder e acaba entrando em conflito com seu filho Jin Kazama. Kazuya possui o Devil Gene, uma mutação demoníaca que herdou de sua falecida mãe, Kazumi Mishima, que pode transformá-lo em uma versão demoníaca de si mesmo conhecida como Devil Kazuya.
O personagem foi baseado no escritor Yukio Mishima, com quem compartilha o sobrenome. Vários membros da Namco o consideram um dos personagens mais fortes da franquia, o que gerou debates sobre reduzir o dano de alguns de seus movimentos. A forma demoníaca de Kazuya foi criada para trazer outros lutadores irrealistas para a série, mas a encarnação fez poucas aparições. Além de aparições em spin offs da série Tekken, Kazuya também aparece como personagem jogável em Namco × Capcom, Project X Zone 2, Street Fighter × Tekken, The King of Fighters All Star e Super Smash Bros. Ultimate.
Kazuya Mishima foi recebido positivamente pela crítica. Vários críticos o listaram como um dos melhores personagens de Tekken e um dos melhores personagens de jogos de luta. Os jornalistas elogiaram os movimentos de Kazuya Mishima e a caracterização sombria, que rivaliza com a de seu pai.

## Concepção e criação

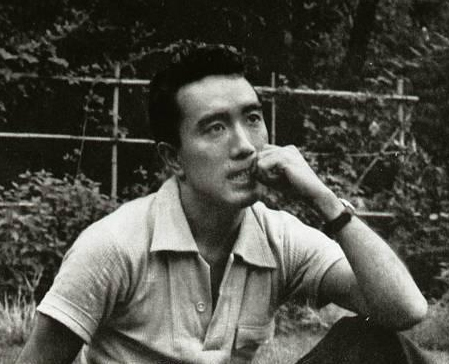
Kazuya foi inspirado no escritor Yukio Mishima.

Kazuya foi criado por Takuji Kawano. O produtor de Tekken, Katsuhiro Harada, criou Kazuya Mishima como um personagem corrompido com um "lado obscuro puro" em oposição a seu pai Heihachi Mishima, que Harada identificou como tendo um "lado obscuro mais humano". A equipe de design da franquia se referiu a Kazuya e à Nina Williams como "a alma [ou] a parte legal" do jogo original de 1994. O design e a caracterização de Kazuya foram influenciados por uma variedade de fontes. O sobrenome de Kazuya foi tirado do escritor Yukio Mishima, que também serviu de modelo para a aparência física da personagem. Harada comparou Kazuya a um yakuza. Ao descrever sua personalidade, Harada o citou, junto com Heihachi e Jin Kazama, como os personagens violentos de Tekken. Negando as alegações de que o enredo da franquia é muito complicado, Harada disse que sua história básica é uma luta "simples" entre membros da família Mishima com outros personagens arrastados para o conflito.
A caracterização de Kazuya foi influenciada por seu passado trágico. Apesar de seus traços estereotipados frequentemente vistos em jogos de luta, semelhante a Ryu de Street Fighter, Kazuya começou a dar sinais de ser uma figura diferente no decorrer da história. É o exemplo da sua jornada como vilão de Tekken 2, entrando em conflito com seu pai várias vezes, que era originalmente o chefe do primeiro jogo de Tekken. Harada descreveu Kazuya como obcecado pelo poder: "esse é o tipo de história de Tekken e é mostrado como é a realidade das próprias pessoas, em vez da ideia de lei e ordem".
A Namco criou o enredo de Tekken 7 como uma conclusão para a luta de Kazuya com Heihachi, embora a empresa quisesse que o enredo geral do jogo fosse facilmente compreendido pelos novatos. Harada também queria que o jogo detalhasse o relacionamento dos personagens e revelasse por que eles são inimigos. Como parte da promoção, ele disse que Kazuya ou Heihachi morreriam em sua luta final. O modo de história do jogo inclui um jovem Kazuya durante a época em que Heihachi jogou seu filho em um penhasco; Harada disse que a versão do personagem pode ser reproduzida dependendo da demanda dos fãs. Ele chamou a luta final de Kazuya com Heihachi de um "grande marco na história". Surpreso com a duração da rivalidade entre os personagens e a popularidade de Tekken como franquia, sentiu a necessidade de terminar em uma luta até a morte. Embora a rivalidade de Kazuya com Heihachi tenha terminado neste último jogo, seu relacionamento com seu filho Jin não foi resolvido. Harada disse que a mãe de Jin, Jun Kazama, seria "um elemento importante e essencial ao falar sobre a história de Kazuya e Jin". O relacionamento de Kazuya com Jun foi descrito como uma história de amor comum em relação às interações entre um homem corrompido e uma mulher de bom humor, respectivamente.
Kazuya se juntou a Nina para o jogo crossover Street Fighter × Tekken. Ao criar as ilustrações dos personagens, o artista Kazuma Teshigawara disse que queria que eles se complementassem. Nina foi selecionada para o jogo em vez de Anna Williams, já que sua personalidade fria era semelhante à de Kazuya. Os dois personagens foram apresentados no primeiro trailer do jogo em uma luta contra os personagens de Street Fighter Ryu e Ken. Completar o jogo com Kazuya e Nina abre uma cena final onde Nina é revelada como uma agente que escapa das forças de Kazuya. O artista Toshio Ohashi descreveu o final como o mais cinematográfico do jogo devido às semelhanças entre os personagens.

## Aparição

### Na franquiaTekken
Kazuya entra no The King of Iron Fist Tournament para buscar vingança contra seu pai Heihachi, que o jogou de um penhasco por razões desconhecidas. Depois de derrotar Lee Chaolan nas fases finais do torneio, ele derrotou Paul Phoenix por pouco em uma batalha furiosa que durou horas nas semifinais e chegou à final, onde lutou contra seu grande rival. Kazuya derrota Heihachi e o joga do mesmo penhasco de onde ele foi jogado quando criança. Em Tekken 2, Kazuya assume a Mishima Zaibatsu, que se envolve em atividades ilegais como assassinato, extorsão, tráfico de armas e contrabando de espécies protegidas. Ele então anuncia um segundo torneio, no qual é o chefe final do jogo, e seu alter-ego Devil é um chefe oculto. Heihachi, porém, retorna e recupera a Mishima Zaibatsu derrotando Kazuya e o joga na boca de um vulcão em erupção. Tekken 3 começa com Kazuya engravidando Jun Kazama antes de sua derrota para Heihachi, que dá luz a Jin Kazama.
Após ficar ausente no terceiro torneio, Kazuya é revivido pela G Corporation, uma empresa de genética rival da Mishima Zaibatsu, e aparece em Tekken 4. Ele jura vingança contra Heihachi e procura extrair o gene demoníaco de seu filho. Porém, no confronto final, Jin derrota Kazuya e Heihachi. Em Tekken 5, Kazuya e seu pai são atacados por um esquadrão de Jack-4. Em Tekken 6, usa a influência da Mishima Zaibatsu para impedir seu filho de dominar o mundo. Em Tekken 7, a mãe de Kazuya é revelada como Kazumi Mishima, que morreu enquanto tentava matar Heihachi.

### Em outros jogos eletrônicos
Kazuya é o protagonista do jogo para celular Tekken. Ele também aparece no não-canônico Tekken Tag Tournament, confrontando a forma demoníaca de seu filho no final. A persona demoníaca de Kazuya também pode ser jogada; o jogo termina com a captura de Jun após derrotar seu alter ego. Na sequência, Tekken Tag Tournament 2, Kazuya mata Jun para aumentar o poder de sua própria forma demoníaca. Ele também está em Tekken Revolution.
Ele aparece na forma Devil no crossover RPG de estratégia Namco × Capcom. Na forma humana, Kazuya encontra-se em Project X Zone 2 em parceria com Jin. Ele também pode ser selecionado em Ace Combat: Assault Horizon e Taiko: Drum Master V Version. Ele foi um dos primeiros personagens apresentados no jogo de luta crossover da Capcom Street Fighter × Tekken. Também está no RPG tático Heroes X, em The King of Fighters All Star e em Astro's Playroom. Kazuya aparece como um personagem DLC Super Smash Bros. Ultimate.

### Em outras mídias
Kazuya é o personagem principal do anime Tekken: The Motion Picture (1998), seguindo a mesma história dos jogos eletrônicos. Ele também é destaque nos quadrinhos Tekken Forever e Tekken Saga. In the Titan comic, Kazuya briefly faces his son before assaulting the Mishima corporation. Interpretado por Ian Anthony Dale, ele é o antagonista do filme live-action de 2009 Tekken. Kazuya é o braço direito de Heihachi na Tekken Corporation, na esperança de assumir a empresa de seu pai. Impaciente com a compaixão de Heihachi por Jin, ele o derruba e ordena sua execução. O artista marcial Kane Kosugi interpretou Kazuya na prequel de 2014, Tekken 2: Kazuya's Revenge. Com amnésia após experimentos de seu pai, passa o filme lutando até recuperar a memória.
Ele está presente no filme de animação CGI Tekken: Blood Vengeance, uma versão alternativa dos eventos entre Tekken 5 e Tekken 6; Kazuya, antagonista, enfrenta seu pai e filho, sendo derrotado por Jin. Seu papel na franquia também é contado no romance Tekken: The Dark History of Mishima.